# Romana Mischi
Romana Mischi De Volpi (Milano, 6 marzo 1905 – Milano, 9 ottobre 1973) è stata un'artista e scrittrice italiana.
Prolifica artista specializzatasi presso l'Accademia di Brera a Milano, si è occupata dello studio dell'arte sacra italiana, dell'arte bizantina ed è stata professoressa in Storia del Costume a Brera; come artista si è distinta specialmente per l'utilizzo delle tecniche a mosaico e ad encausto.

## Biografia
Di origine mantovana, Romana Mischi nasce a Milano nel 1905. 
Frequenta la Facoltà di Pedagogia presso l'Università di Urbino, ove consegue anche il Diploma in Giornalismo. Ritornata a Milano, prosegue gli studi presso il Liceo Artistico di Brera, frequentando per otto anni l'Istituto Superiore d'Arte Applicata per apprendere le nozioni formative in architettura e figura. 
Completati gli studi, prosegue la formazione frequentando gli studi di maestri pittori e scultori riuscendo ad inserirsi appieno nel vibrante panorama artistico milanese; nel frattempo è impegnata per almeno sette anni come Infermiera Volontaria della C.R.I. prestando servizio in corsia, in ambulatori e sale operatorie.  
La carriera artistica e d'insegnamento decolla soprattutto a partire dal 1940, anno in cui Romana Mischi diviene Insegnante assistente alla Cattedra di Storia dell'Arte e Teatro all'Accademia di Brera, accanto alla storica dell'arte Eva Tea (dal 1944-45 vice-direttrice dell'Accademia). Nell'ambiente dell'Accademia, Mischi tiene per oltre dieci anni corsi liberi di Stilistica e Costume Storico, affermandosi nel campo e insistendo particolarmente sulla necessità da parte delle istituzioni artistiche di dover approfondire gli studi della Storia del Costume; sul tema elabora diversi saggi nei quali tratta l'argomento con particolare urgenza (vedasi opere quali ad esempio "Ancora non esiste vera scienza del costume storico", Romana Mischi, 1955).

### Attività artistica
Sul piano artistico Romana Mischi emerge nel panorama italiano e internazionale principalmente per i suoi studi su due tecniche antichissime: il mosaico e l'encausto. Il secondo soprattutto (έγkαυστον da έγkαίω "metto a fuoco"; lat.  encaustum) è una tecnica pittorica applicata diffusa in epoca romana, basata sull'uso di colori mescolati alla cera attraverso il calore. L'artista ha organizzato lungo la propria carriera numerose mostre personali ed ha esposto ad oltre cinquanta manifestazioni artistiche nazionali e internazionali, conseguendo premi di rilievo ad eventi quali la Quadriennale di Roma, la Quadriennale d'Europa, la Biennale d'Arte Sacra di Bologna e la Biennale d'Arte Sacra dell'Angelicum di Milano, le Biennali delle Regioni e l'Internazionale di Bregenz. Nelle sue opere l'attenzione principale è fornita agli studi di soggetti mistici e a carattere religioso, come anche di nature morte e paesaggi.
Sue opere si trovano in numerose gallerie e collezioni private. Notabile la presenza di almeno un'opera dell'autrice conservata presso i Palazzi Vaticani; ciò in quanto l'opera fu diretto dono dell'artista in occasione di un incontro con mons. Giovanni Battista Montini, all'epoca Arcivescovo di Milano, destinato a divenire il futuro Papa Paolo VI, il quale Mischi rese soggetto di molteplici sue creazioni. 
Come scrittrice, ha dedicato numerose opere letterarie a carattere saggistico e critico su temi specialistici quali l'arte bizantina, l'arte sacra italiana e lombarda, la storia del costume; suoi libri sono conservati tra le altre presso l'Università di Harvard e la Dumbarton Oaks Library di Washington.
Romana Mischi muore a Milano il 9 ottobre 1973.